# 贝林格罗德
贝林格罗德（德語：Berlingerode）是德国图林根州的市镇，隶属于艾希斯费尔德县。总面积为11.74平方千米，截至2023年12月31日总人口为1,223人。